# 伪黑带华蜗牛
伪黑带华蜗牛（学名：Cathaica pseudo-phaeozona）为巴蜗牛科华蜗牛属的动物，是中国的特有物种。分布于新疆等地，生活环境为陆地，常见于干旱的荒漠和半荒漠地带灌木丛和杂草丛、芨芨草丛以及石块下。